# Козловски, Вилли
Ви́лли Козло́вски (нем. Willi Koslowski; 17 февраля 1937, Гельзенкирхен, Вестфалия — 11 июля 2024) — западногерманский футболист, участник чемпионата мира 1962 года.

## Биография

### Клубная карьера
В возрасте 16 лет Козловски отправился на просмотр в академию «Шальке 04» и в возрасте 18 лет стал основным игроком «горняков». В составе этой команды он отыграл восемь сезонов и выиграл чемпионский титул в 1958 году, будучи одним из ключевых игроков той команды.
В 1965 году он перешёл в «Рот-Вайсс», в котором отыграл два сезона и завершил карьеру в возрасте 30 лет.

### Карьера в сборной
В составе сборной ФРГ сыграл один матч на чемпионате мира 1962 года. Всего за сборную провел 3 матча и забил 1 гол.

### Смерть
Скончался утром 11 июля 2024 года в возрасте 87 лет.

## Достижения
«Шальке 04»
- Чемпион Германии (1) : 1957/58